# Exposición Universal de Barcelona (1888)
De Exposición Universal de Barcelona (1888) was een wereldtentoonstelling die van 8 april tot 9 december 1888 plaatsvond in de Spaanse stad Barcelona. Het Bureau International des Expositions heeft de tentoonstelling achteraf erkend als de 9e universele wereldtentoonstelling. Deze trok zo'n 400.000 bezoekers. De tentoonstelling vond plaats in het Parc de la Ciutadella.
Speciaal voor de tentoonstelling werden een aantal monumenten in de stad opgericht, zoals de Arc de Triomf en het Monumento a Colón.

## Gebouwen
- Het grootste gebouw was het Paleis van de Industrie. Het paleis had de vorm van een halve cirkel en was opgedeeld zoals een waaier. De 23 langwerpige tentoonstellingsruimten in de waaier gaven uit op de Galerij van Verkoop en Arbeid met een oppervlakte van 2.784 m². De middelste ruimten in de waaier waren voorbehouden voor Spanje, met onder andere een tentoonstelling door het Spaanse ministerie van Oorlog. Het paleis was opgetrokken uit ijzer, baksteen en cement en werd geflankeerd door twee vierkanten torens.[1]
- Het Paleis van de Landbouw was opgetrokken in hout.
- Het Paleis van Schone Kunsten had de vorm van een rechthoek, met een voorgevel van 50 m en een diepte van 100 m. Hier werden ook de officiële ceremonies gehouden.
- Het Paleis van de Wetenschappen.

## Afbeeldingen

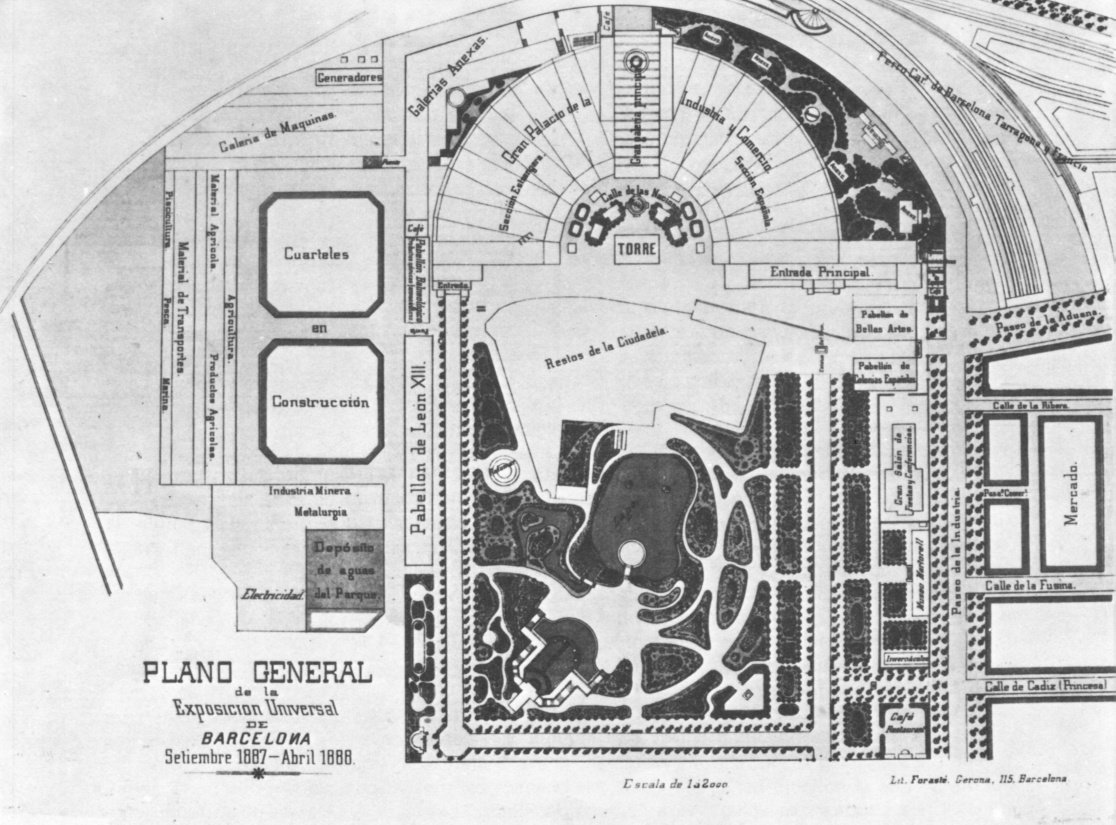
Plattegrond van Expo
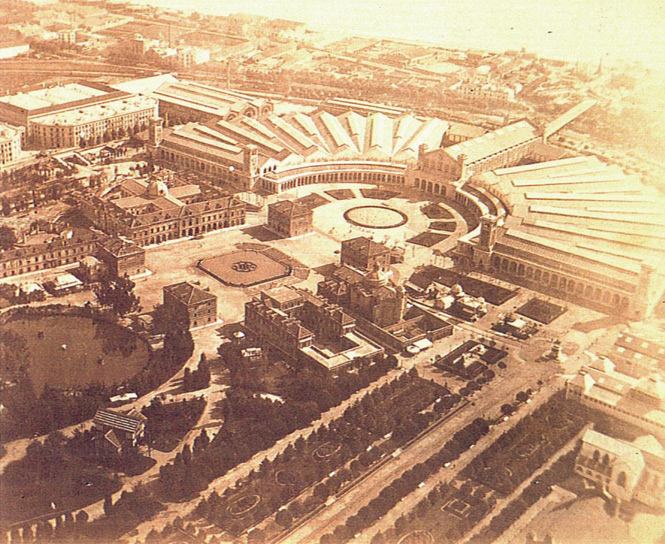
Luchtfoto
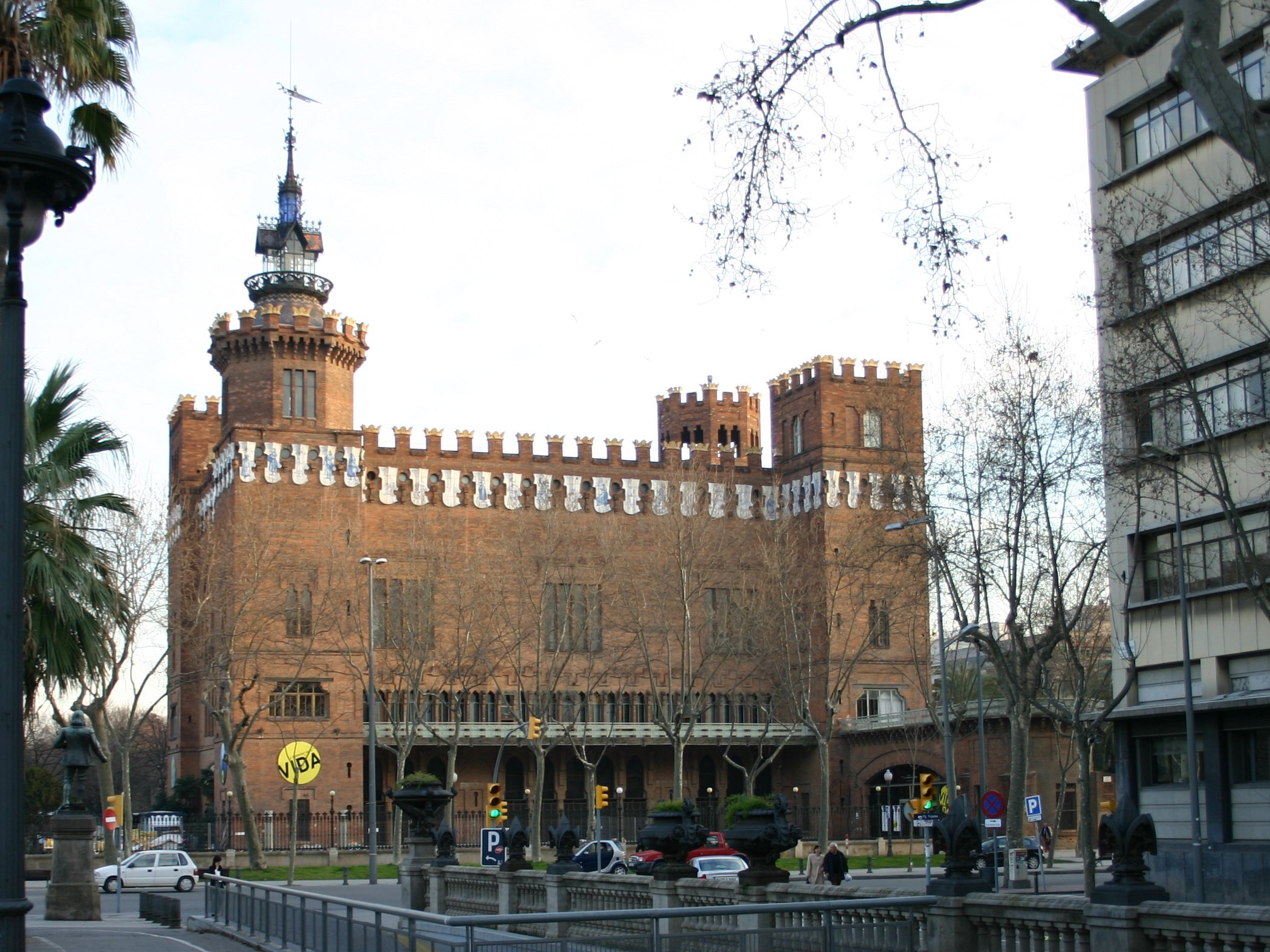
Castillo de los Tres Dragones, tegenwoordig Museo de Zoología (architect Lluís Domènech i Montaner)

## Andere wereldtentoonstellingen in 1888
In 1888 waren er vier wereldtentoonstellingen, namelijk in Glasgow, Barcelona, Sydney en Brussel.